# 제3대 말버러 공작 찰스 스펜서
찰스 스펜서(Charles Spencer, KG, PC, 1706년 11월 22일 ~ 1758년 10월 20일)는 영국의 귀족으로 정치가, 군인이며, 제3대 말버러 공작(3rd Duke of Marlborough)이자, 제5대 선덜랜드 백작(5th Earl of Sunderland)이다. 1729년에 형으로부터 선덜랜드 백작위, 1733년 어머니의 백모로부터 말버러 공작위를 계승했다.

## 경력
제3대 선덜랜드 백작 찰스 스펜서와 그의 아내 앤 스펜서의 둘째 아들로 태어났다.
1722년 이튼스쿨을 졸업했다. 제4대 선덜랜드 백작 위를 이어 있던 형 로버트가 자식이 없는 상태에서 사망했기 때문에 1729년에 제5대 선덜랜드 백작이 되었다. 또한 1733년, 어머니의 이모인 제2대 말버러 여공작 헨리에타 고돌핀(그녀의 아들은 이미 앞서 있었다)의 죽음으로 말버러 공작 위를 상속했다.
1738년에는 제38 보병 연대의 대령이 된다. 1743년에 소장으로 승진했다. 1743년에는 데팅겐 전투에 근위 보병 여단의 지휘관으로 참가하여 무난히 임무를 소화했다.
정치권에서는 휘그당 소속으로 1738년부터 1743년까지 왕실 침실 장관을 맡았다. 1749년부터 1755년까지 왕실 가사 장관을 맡았다. 1755년에 옥새상서와 군수 장관에 임명되었다. 7년 전쟁 초기에 유럽 대륙에서 원정군을 지휘했지만, 원정중인 1758년 독일에서 이질로 사망했다.
작위는 아들 조지가 계승했다. 조카 존은 휘그당 정치인으로 활동 후에 스펜서 백작가의 시조가 되었다.

## 영전

### 작위
- 1729년 제5대 선덜랜드 백작 (1643년 창설 잉글랜드 귀족 작위)
- 1729년 제7대 레이튼 스펜서 남작 (1603년 창설 잉글랜드 귀족 작위)
- 1733년 제3대 말버러 공작 (1702년 창설 잉글랜드 귀족 작위)
- 1733년 제3대 브랜드 포드 후작 (1702년 창설 잉글랜드 귀족 작위)
- 1733년 제3대 말버러 백작 (1689년 창설 잉글랜드 귀족 작위)
- 1733년 제3대 샌드리지 처칠 남작 (1685년 창설 잉글랜드 귀족 작위)

### 훈장
- 1740년, 가터 훈장 사 (KG)
- 1743년, 왕립 학회 펠로우 (FRS)
- 1746년 명예 민사 법학 박사 학위 (DCL) (옥스포드 대학 명예 학위 )
- 1749년, 추밀고문관 (PC)

## 가족
아내는 제 2 대 트레버 남작 토마스 트레버의 딸 엘리자베스, 그녀와의 사이에 5명의 아이를 낳았다.
- 다이애나 (1734년 - 1808년) - 제2대 보링브룩 자작 프레데릭 세인트 존과 결혼, 이혼 후 톱엄 보클라크와 재혼.
- 엘리자베스 (1737년 - 1831년) - 제10대 펜브룩 백작 헨리 허버트와 결혼
- 조지 (1739년 - 1817년)
- 찰스 (1740년 - 1820년)
- 로버트 (1747년 - 1831년)